# Cucullia tecca
Cucullia tecca là một loài bướm đêm trong họ Noctuidae.